# Kommunalwahlen in Sachsen 2004
Am 13. Juni 2004 fanden die Kreistags- und Gemeinde-/Stadtratswahlen in Sachsen statt.

## Ergebnisse
Das endgültige amtliche Landesendergebnis der Kreistagswahl in Sachsen am 13. Juni 2004 lautet:

### Kreistage bzw. Stadträte der kreisfreien Städte
| Partei                                | Prozent |
| ------------------------------------- | ------- |
| CDU Sachsen                           | 38,4    |
| Partei des Demokratischen Sozialismus | 21,6    |
| SPD Sachsen                           | 13,6    |
| Freie Wähler                          | 10,1    |
| Freie Demokratische Partei            | 7,2     |
| Bündnis 90/Die Grünen Sachsen         | 5,2     |
| DSU                                   | 2,2     |
| NPD Sachsen                           | 0,9     |
| Graue                                 | 0,1     |
| FP Deutschlands                       | 0,1     |

### Kreistag
(Ohne kreisfreie Städte)
| Parteie                               | Prozent |
| ------------------------------------- | ------- |
| CDU Sachsen                           | 43,9    |
| Partei des Demokratischen Sozialismus | 19,8    |
| SPD Sachsen                           | 11,7    |
| Freie Wähler                          | 9,9     |
| Freie Demokratische Partei            | 7,5     |
| Bündnis 90/Die Grünen Sachsen         | 3,4     |
| DSU                                   | 2,2     |
| NPD Sachsen                           | 1,4     |
| FP Deutschlands                       | 0,1     |